# リップマン–シュウィンガー方程式
リップマン–シュウィンガー方程式（リップマン–シュウィンガーほうていしき、英語: Lippmann–Schwinger equation）またはLS方程式は量子力学の散乱理論における基礎方程式である。
{\displaystyle |\psi ^{(\pm )}\rangle =|\phi \rangle +{\hat {G_{0}}}^{\pm }{\hat {V}}|\psi ^{(\pm )}\rangle .\,}
ここで、{\displaystyle |\psi ^{(\pm )}\rangle }は散乱状態の状態ベクトル、{\displaystyle |\phi \rangle }は自由粒子の状態ベクトル、{\displaystyle {\hat {G_{0}}}^{\pm }}は自由粒子のグリーン演算子であり、
{\displaystyle {\hat {G_{0}}}^{\pm }\equiv {\frac {1}{E-{\hat {H_{0}}}\pm i\epsilon }}.}
{\displaystyle +}は外向き散乱を、{\displaystyle -}は内向き散乱を表す。数学的には散乱問題の解として外向きと内向きの両方が得られるが、実際は内向き散乱が起こるような系を準備することは困難である。
この方程式は時間依存シュレーディンガー方程式と定常状態のシュレーディンガー方程式のどちらからも導出することができる。よってリップマン–シュウィンガー方程式は、散乱過程を定常状態として扱う場合と時間発展を追って扱う場合のどちらでも用いることができるため便利である。LS方程式は，散乱は時間発展による状態の転移であるという量子力学の考え方に沿った方程式であるため、散乱体が多粒子から構成されていて複雑な内部構造を持つ場合にも適応できる極めて一般的な方程式である。その場合には、LS方程式の右辺の{\displaystyle {\hat {H_{0}}}}として、そのような複雑な散乱体のハミルトニアンと入射粒子のハミルトニアンとの和にすればよい。またLS方程式の相互作用{\displaystyle {\hat {V}}}は、第2量子化された相互作用や、量子化された場の相互作用のような一般的な場合にも適用することができる。

## 導出

### 定常状態のシュレディンガー方程式による導出
散乱状態を定常状態と見なせる場合を考える。弾性散乱がこれに対応する。
入射してくる自由粒子のハミルトニアンを{\displaystyle {\hat {H_{0}}}}とする。
入射粒子のエネルギー固有値・エネルギー固有状態の組は、以下の固有値関係を満たさなければならない。
{\displaystyle {\hat {H_{0}}}|\phi \rangle =E|\phi \rangle \quad \cdots (1)}
実験者がある決まったエネルギーの粒子を入射させたとする。つまりいくつもある「{\displaystyle {\hat {H_{0}}}}のエネルギー固有値{\displaystyle E}・エネルギー固有状態{\displaystyle |\phi \rangle }の組」の中から１つを実験者が選んだとし、以下の議論では{\displaystyle E}と{\displaystyle |\phi \rangle }は決まっているとする。
散乱状態を表すハミルトニアンが、以下のように自由粒子のハミルトニアン{\displaystyle {\hat {H_{0}}}}と相互作用{\displaystyle {\hat {V}}}で書けるとする。
{\displaystyle {\hat {H}}={\hat {H_{0}}}+{\hat {V}}}
{\displaystyle {\hat {H}}}は以下の固有関係式をみたす多数のエネルギー固有値{\displaystyle E}・エネルギー固有状態{\displaystyle |\psi \rangle }の組を持っている。
{\displaystyle ({\hat {H_{0}}}+{\hat {V}})|\psi \rangle =E|\psi \rangle \quad \cdots (2)}
弾性散乱では入射状態のエネルギーと散乱状態のエネルギーが等しい。よって入射状態のエネルギーはすでに決まっているため、散乱状態のエネルギー固有値もすでに指定されている。弾性散乱の散乱理論では、そのエネルギー固有値に対応するエネルギー固有状態を求めるのである。よってこれは固有値問題ではなく、(1)式が境界条件となっている微分方程式である。
エネルギー固有値の連続性のため、{\displaystyle {\hat {V}}\to 0\,}のとき {\displaystyle |\psi \rangle \to |\phi \rangle \,}とならなければならない。
解くべき式は(2)であり、その中の{\displaystyle E}は(1)を満たすような値でなければならない。解の候補として以下が考えられる。
{\displaystyle |\psi \rangle =|\phi \rangle +{\frac {1}{E-{\hat {H_{0}}}}}{\hat {V}}|\psi \rangle \,}
これは両辺に{\displaystyle E-{\hat {H}}_{0}}を作用させると、(1)を満たすならばたしかに(2)が満たしていることがわかる。
しかし{\displaystyle E}は{\displaystyle {\hat {H_{0}}}}の固有値であるために、演算子 {\displaystyle (E-{\hat {H}}_{0})}  は特異性がある。この特異性は分母をわずかに複素数にすることで解消される。
{\displaystyle |\psi ^{(\pm )}\rangle =|\phi \rangle +{\frac {1}{E-{\hat {H_{0}}}\pm i\epsilon }}{\hat {V}}|\psi ^{(\pm )}\rangle \,}

### 時間依存シュレディンガー方程式による導出
時間依存シュレディンガー方程式は次のように与えられる。
{\displaystyle \left(i\hbar {\frac {\partial }{\partial t}}-{\hat {H}}_{0}\right)|\psi (t)\rangle =V|\psi (t)\rangle \quad \cdots (1)}
この方程式のグリーン関数が満たすべき式は次のように表される。
{\displaystyle \left(i\hbar {\frac {\partial }{\partial t}}-{\hat {H}}_{0}\right)G^{+}(t,t')=\delta (t-t')}
これを{\displaystyle t<t'}のとき{\displaystyle G^{+}(t,t')=0}となるとして解くと、次のような遅延グリーン関数が得られる。
{\displaystyle G^{+}(t,t')=-{\frac {i}{\hbar }}\theta (t-t')e^{iH_{0}(t-t')/\hbar }}
この{\displaystyle G^{+}(t,t')}を(1)式の両辺に掛けて時間で積分すると、
{\displaystyle |\psi ^{+}(t)\rangle =|\phi (t)\rangle +\int _{-\infty }^{+\infty }G^{+}(t,t')V|\psi ^{+}(t)\rangle dt'\quad \cdots (2)}
ただし{\displaystyle |\phi (t)\rangle }は次を満たす。
{\displaystyle \left(i\hbar {\frac {\partial }{\partial t}}-{\hat {H}}_{0}\right)|\phi (t)\rangle =0}
ここで{\displaystyle |\psi (t)\rangle }と{\displaystyle |\phi (t)\rangle }として、{\displaystyle {\hat {H}}}と{\displaystyle {\hat {H}}_{0}}の固有状態を考える。
{\displaystyle |\psi (t)\rangle =|\psi \rangle e^{iEt/\hbar }}
{\displaystyle |\phi (t)\rangle =|\phi \rangle e^{iEt/\hbar }}
さらに摂動を無限の過去から徐々に加えていく。
{\displaystyle {\hat {V}}\to \lim _{\eta \to 0}{\hat {V}}e^{\eta t}}
すると(2)式は
{\displaystyle {\begin{aligned}|\psi ^{+}\rangle &=|\phi \rangle -{\frac {i}{\hbar }}\lim _{t''\to -\infty }\int _{t''}^{0}\exp(i({\hat {H}}_{0}-E-i\eta \hbar )t'/\hbar ){\hat {V}}|\psi ^{+}\rangle \,dt'\\&=|\phi \rangle -{\frac {1}{{\hat {H}}_{0}-E-i\eta \hbar }}\left[1-\lim _{t''\to -\infty }\exp({[i({\hat {H}}_{0}-E)/\hbar +\eta ]t''})\right]{\hat {V}}|\psi ^{+}\rangle .\end{aligned}}}
{\displaystyle t''\to -\infty }とすることでリップマン–シュウィンガー方程式が得られる。